# 春野杏・依田菜津の「期待しないでください...。」
『春野杏・依田菜津の「期待しないでください...。」』（はるのあんず・よりたなつの「きたいしないでください…。」）は、2020年10月3日より2022年3月25日まで文化放送 超!A&G+で配信されていたインターネットラジオ番組である。パーソナリティは、春野杏と依田菜津。

## 番組概要
2020年7月度に超!A&G+「ふたラジ!!」枠で放送された「春野杏と依田菜津の『ふたラジ!!』」を改題した上で、3ヶ月後の同年10月よりレギュラー番組に格上げしたもの。自分自身を陰キャと自認し、過去のトラウマでマウントを取り合っていたパーソナリティの二人が、「陰キャの陰キャによる陰キャのためのラジオ」を目指して放送していく番組。レギュラー化後の初回放送では「春野杏・依田菜津のハッピッピラジオ!」のタイトルで放送されたが、初回放送後に超!A&G+公式サイトにて「出演者が陽キャとして今後番組を継続することが困難なため初回で放送終了」とした上で、改めて「真番組」として翌週より現在の番組名で放送されるようになった。
なお、新型コロナウイルス感染症の流行拡大に伴い、第15回（2021年1月16日放送分）より第18回（2021年2月27日放送分）まで隔週更新に変更されていた。また、前述の「ふたラジ!!」は2021年2月度の番組制作が中止され、この期間は前述の「春野杏・依田菜津の『ふたラジ!!』」のリピート放送を行ったため、前身番組と一時期並行放送されていた。

## パーソナリティ
- 春野杏
- 依田菜津

## 放送時間
超!A&G+
- 2020年10月3日 - 2021年6月26日

毎週土曜日 18:30 - 19:00（リピート配信 毎週火曜日 17:00 - 17:30）
- 2021年7月2日 - 2022年3月25日

毎週金曜日 19:00 - 19:30（リピート配信 毎週月曜日 17:00 - 17:30）
この他、文化放送 超!A&G+公式Youtubeチャンネルにてアーカイブ配信あり（放送翌週の月曜日より1ヶ月間配信）

## コーナー
- みんなの懺悔室
  - リスナーの黒歴史や懺悔したいエピソードを取り上げる[1]。

- 褒めてください
  - 陰キャなりに頑張ったことや乗り切ったことなどをリスナーから募集し、パーソナリティの二人が褒める[1]。

- 陰キャ的日曜日の潰し方
  - 休日にすることがない人に向けて、程良い暇の潰し方をリスナーから募集する[1]。

- 今週の陽キャ
  - リスナーが見掛けた陽キャの情報や様子を募集する[1]。

## ゲスト
- 第26回（2021年5月1日放送分） - 宮本侑芽[6]